# هری کلگ
هری کلگ (انگلیسی: Harry Clegg؛ زادهٔ ۱۸۹۸) بازیکن فوتبال اهل بریتانیا است.
از باشگاه‌هایی که در آن بازی کرده‌است می‌توان به باشگاه فوتبال نلسون اشاره کرد.